# Neodolichomitra robusta
Neodolichomitra robusta là một loài Rêu trong họ Hylocomiaceae. Loài này được (Broth.) Nog. mô tả khoa học đầu tiên năm 1966.